# 百師木伊呂弁
百師木伊呂弁（ももしきのいろべ）は、日本の古代の人物で、夫は応神天皇の子である稚野毛二派皇子である。